# Undecyma
Undecyma – interwał złożony zawarty między jedenastoma kolejnymi stopniami skali muzycznej. W szeregu zasadniczym naturalnie występuje undecyma czysta. Zastosowanie znaków chromatycznych pozwala zmienić jej rozmiar.

## Rodzaje
| Nazwa                                                 | Opis | Przykład        |
| ----------------------------------------------------- | --- | --------------- |
| Undecyma czysta Posłuchaj: melodycznieⓘ harmonicznieⓘ | Undecyma o rozmiarze siedemnastu półtonów. Występuje naturalnie w szeregu zasadniczym (c-f¹, d-g¹, e-a¹, g-c², a-d², h-e²). Jest konsonansem doskonałym. W przewrocie otrzymuje się kwintę czystą. Oznaczenie: 11. | Undecyma czysta |

### Interwały pochodne
| 1 11>>>>      |
| ------------- |
| 2 13 półtonów |
| 3 5<<<<       |
| 4 9>          |
| 5 Cisis-feses |

| 1 11>>>       |
| ------------- |
| 2 14 półtonów |
| 3 5<<<        |
| 4 9           |
| 5 Cisis-fes   |

| 1 11>>        |
| ------------- |
| 2 15 półtonów |
| 3 5<<         |
| 4 10>         |
| 5 Cisis-f     |

| 1 11>         |
| ------------- |
| 2 16 półtonów |
| 3 5<          |
| 4 10          |
| 5 Cis-f       |

| 1 11<         |
| ------------- |
| 2 18 półtonów |
| 3 5>          |
| 4 [D] ?       |
| 5 Ces-f       |

| 1 11<<        |
| ------------- |
| 2 19 półtonów |
| 3 5>>         |
| 4 12          |
| 5 Ceses-f     |

| 1 11<<<       |
| ------------- |
| 2 20 półtonów |
| 3 5>>>        |
| 4 13>         |
| 5 Ceses-fis   |

| 1 11<<<<      |
| ------------- |
| 2 21 półtonów |
| 3 5>>>>       |
| 4 13          |
| 5 Ceses-fisis |

Objaśnienia do tabeli:

[1] – oznaczenie interwału

[2] – rozmiar interwału podany w półtonach

[3] – przewrót interwału

[4] – najprostszy interwał o takim samym brzmieniu

[5] – przykład

[D] – interwał, który należy określić jako oktawa i tryton